# Vilatur
Vilatur é um bairro litorâneo pertencente ao primeiro distrito do município de Saquarema, na região dos lagos do Estado do Rio de Janeiro. Está situado no distrito de Bacaxá, entre a Lagoa de Jacarepiá e a Praia de Massambaba, há cerca de 20 quilômetros do Centro de Saquarema.

## História
Foi criado no início dá década de 1980, sendo considerado na época um dos maiores empreendimentos imobiliário da região no período imediato após a inauguração da Ponte Rio-Niterói. Destacava-se pelo excelente traçado de suas ruas e longas avenidas, formadas por lotes de 600 a 900 m², com praças e espaços para implantação de serviços públicos.
Devido ao seu isolamento geo-demográfico, o bairro vem ensejando certa qualidade de vida para seus moradores, sendo considerado tranquilo. Possui ainda uma lagoa de água morna, a Lagoa Vermelha, com águas consideradas de propriedades medicinais. Ainda, no bairro está uma parte da Restinga de Samambaba, reserva ecológica de grande expressão florística. 
Embora sossegado nos dias de semana, nos finais de semana costuma encher de turistas.
Em Vilatur também estão o horto e a sede da ADEJA, local onde a entidade realiza diversos trabalhos de caráter educacional e preservacionista. 
No Reveillon, a prefeitura instala palcos com shows musicais.